# Leander Franz Czerny
Leander Franz Serafin Czerny, křtěný Franz (4. října 1859 Modřice – 22. listopadu 1944 Pettenbach) byl rakouský katolický kněz, benediktin a významný entomolog. V letech 1905–1929 byl 81. opatem benediktinského opatství Kremsmünster (Rakousko).

## Život
Franz Serafin Czerny se narodil dne 4. října 1859 v domě čp. 136 v Modřicích u Brna jako syn půlláníka Johanna Czerneho, který se dne 10. května 1857 v Modřicích oženil s Marií, dcerou Mathiase Kiselky a Marie roz. Pohnitzer.
Měl osm sourozenců: Marii (5. března 1858 – 9. října 1862), Theresii (16. května 1861 – 31. srpna 1866), Marii (13. ledna 1863 – 29. března 1863), Johanna (6. dubna 1864 – 17. září 1897), Victorii (* 13. prosince 1865), Heinricha (* 24. června 1868), Josefa (* 25. února 1870) a Marii (* 23. června 1872).
V letech 1871–1879 docházel na První německé gymnázium (Erstes Deutsches Gymnasium) v Brně (vyjma II. až IV. ročníku, kdy byl studentem tzv. nižšího biskupského semináře v Brně). Po smrti matky († 11. února 1874 v Modřicích čp. 136 ve věku 41 let) se finanční situace rodiny Czerných stala velmi špatnou, a pakliže chtěl dokončit studia, byl nucen přijmout místo vrchního mistra v továrně na tkaniny, za což obdržel plat 25 guldenů (zlatníků) měsíčně a k tomu nárok na dva nové obleky za rok.
V roce 1879 narukoval ve Vídni jako jednoroční dobrovolník k 7. polnímu dělostřeleckému regimentu. Po vykonání důstojnických zkoušek se začal věnovat přírodovědným studiím (Naturgeschichte) na Vídeňské univerzitě.
Během prázdnin roku 1881, kdy pobýval v Bad Ischlu, se u Grundlsee náhodně seznámil s kremsmünsterskými benediktiny, což v něm probudilo dávnou touhu požádat o přijetí do benediktinského řádu. Po ročním noviciátu v Benediktinském opatství Kremsmünster, které dne 18. září 1881 viděl prvně, byl poslán na filozoficko-teologická řádová studia do Sankt Florianu.
Kněžské svěcení přijal 1. srpna 1886. Záhy byl poslán na faru do Eberstallzellu, přičemž ve volných chvílích se věnoval studiu přírodopisu a moderních jazyků (např. léto 1890 strávil v Manneville jihovýchodně od St. Valery ve Francii, aby se zdokonalil ve francouzštině a angličtině). Po tříletém působení na řádovém kremsmünsterském gymnáziu (vyučoval francouzštinu a angličtinu) se opětovně v roce 1893 vrátil do pastorace: působil ve Viechtwangu a od roku 1903 ve Pfarrkirchenu. V letech 1903 až 1905 působil na patronátním komisařství.
Po smrti opata Leonharda Achleuthnera, OSB byl dne 27. dubna 1905 zvolen jako nekonfliktní kandidát jeho nástupcem.
Ve věku 70 let (1929) abdikoval a získal tak další desetiletí drahocenného času pro vědeckou práci (a to včetně podnikání vědeckých cest – např. do Francie, Španělska, Istrie a Dalmácie, které mu přinesly světovou proslulost v odborných kruzích v oblasti entomologie: uvádí se, že popsal 34 nových druhů a poddruhů dvoukřídlých (lidově mouchy) a 223 druhů dvoukřídlých nově popsal. 18 druhů a 2 poddruhy z dvoukřídlých na jeho počest nesou jeho jméno: Sciomyza Czernyi a Heteromeringia Czernyi.
Významně přispěl do práce Erwina Lindnera Die Fliegen der paläarktischen Region (Mouchy palearktického areálu), která se stala jedním z nejvýznamnějších děl tohoto zaměření ve 20. století. Svou velkou sbírku much a motýlů věnoval Přírodopisnému muzeu ve Vídni, menší část sbírky much, čítající kolem 5 000 exemplářů, sestavil pro Hornorakouské zemské muzeum v Linci.
Během svého života byl několikrát vyznamenán a oceněn. Např. v roce 1911 obdržel Komturský řádový kříž Franze Josefa a v roce 1917 byl jmenován doživotním členem Panské sněmovny, kromě toho se stal čestným občanem několika obcí a měst v Rakousku (např. Weisskirchenu).
Protože v roce 1941 byl Kremsmünster obsazen nacisty, uchýlil se do na faru Pettenbach v Horních Rakousích, kde také dne 22. listopadu 1944 zemřel (příčinou jeho smrti byla embolie či srdeční infarkt). Jeho tělesné pozůstatky byly přeneseny do Kremsmünsteru a tam na jím vybudovaném klášterním hřbitově pohřbeny do opatské hrobky. Na jeho náhrobním kameni se symbolem starokřesťanské lampy s věčným plamenem je vyryt jednoduchý nápis:
LEANDER CZERNY OSB.
1859-1944
ABBAS CREMIFANENSIS 1905 - 1929
DIPTEROLOGUS PRAECLARUS
OBIIT EXUL IN PETTENBACH 22. 11. 1944